# Brasil Tennis Cup 2016
Il Brasil Tennis Cup 2016 è stato un torneo di tennis giocato sul cemento. È stata la 4ª edizione del torneo che fa parte della categoria International nell'ambito del WTA Tour 2016. Si è giocato a Florianópolis in Brasile dal 1° al 7 agosto 2016.

## Partecipanti

### Teste di serie
| Giocatrice | Nazionalità        | Ranking* | Testa di serie |
| ---------- | ------------------ | -------- | -------------- |
| Serbia     | Jelena Janković    | 27       | 1              |
| Romania    | Irina-Camelia Begu | 30       | 2              |
| Porto Rico | Mónica Puig        | 37       | 3              |
| Lettonia   | Jeļena Ostapenko   | 40       | 4              |
| Kazakistan | Julija Putinceva   | 43       | 5              |
| Ungheria   | Tímea Babos        | 44       | 6              |
| Giappone   | Nao Hibino         | 75       | 7              |
| Giappone   | Naomi Ōsaka        | 87       | 8              |
| Brasile    | Teliana Pereira    | 94       | 9              |

* Ranking al 25 luglio 2016

### Altre partecipanti
Le seguenti giocatrici hanno ricevuto una wild card per il tabellone principale:
- Maria Fernanda Alves
- Beatriz Haddad Maia
- Jelena Janković

Le seguenti giocatrici sono passate dalle qualificazioni:

- Montserrat González
- Réka Luca Jani
- Nadežda Kičenok
- Nadia Podoroska
- Valerija Solov'ëva
- Renata Zarazúa

Le seguenti giocatrici sono entrate in tabellone come lucky loser:
- Martina Capurro Taborda
- Ljudmyla Kičenok
- Laura Pigossi
- Emily Webley-Smith

## Campionesse

### Singolare
Irina-Camelia Begu ha sconfitto in finale  Tímea Babos con il punteggio di 2-6, 6-4, 6-3.
- È il terzo titolo in carriera per la Begu, primo della stagione.

### Doppio
Ljudmyla Kičenok /  Nadežda Kičenok hanno sconfitto in finale  Tímea Babos /  Réka Luca Jani con il punteggio di 6-3, 6-1.